# Platymantis nexipus
Platymantis nexipus é uma espécie de anfíbio da família Ranidae.
Os seus habitats naturais são: florestas subtropicais ou tropicais húmidas de baixa altitude.